# Nerea Nevado
Nerea Nevado Gómez (Santurce, 27 de abril de 2001) es una futbolista profesional española que juega en el Athletic Club de la Liga F, principalmente como lateral izquierdo.

## Carrera
Nevado comenzó su carrera en el club de su ciudad natal, el Santurtzi, y luego en el Bizkerre (Guecho), fichando por el Athletic Club en 2016 con 15 años. Jugó más de 100 partidos con el filial del Athletic durante cinco temporadas, además de participar de manera intermitente para el equipo senior desde 2018.  Se marchó cedida al Alavés, recién ascendido a la máxima categoría, en 2021.  Al final de dicha temporada, regresó al Athletic y fue titular habitual en la Liga F 2022-23, tras haber dejado el club la anterior lateral izquierda Ainhoa Moraza para incorporarse al Atlético de Madrid.
A nivel internacional, Nevado fue miembro de la selección española sub-17 que ganó la Copa Mundial Femenina Sub-17 de la FIFA 2018 en Uruguay.  Jugó en las eliminatorias para la selección sub-19 antes del Campeonato Femenino Sub-19 de la UEFA de 2019, pero no fue seleccionada para el equipo final, y lo hizo nuevamente para el torneo de 2020, que fue cancelado debido a la pandemia de COVID-19. Ha sido seleccionada para la selección nacional femenina de fútbol no oficial del País Vasco, haciendo su primera aparición en diciembre de 2022 contra Chile. 